# ETR 460

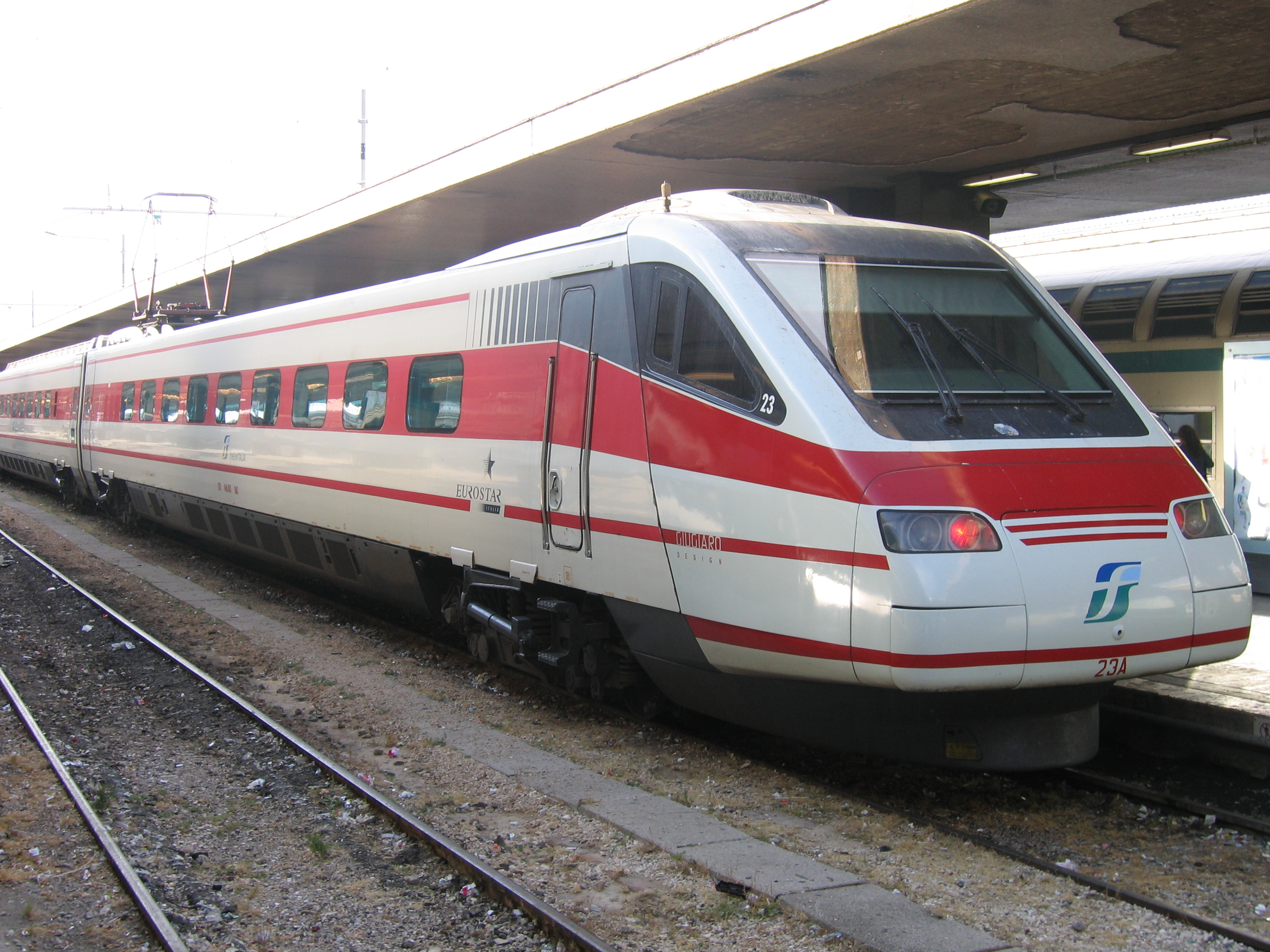
Rame Fiat Pendolino ETR 460 des chemins de fer italiens Trenitalia

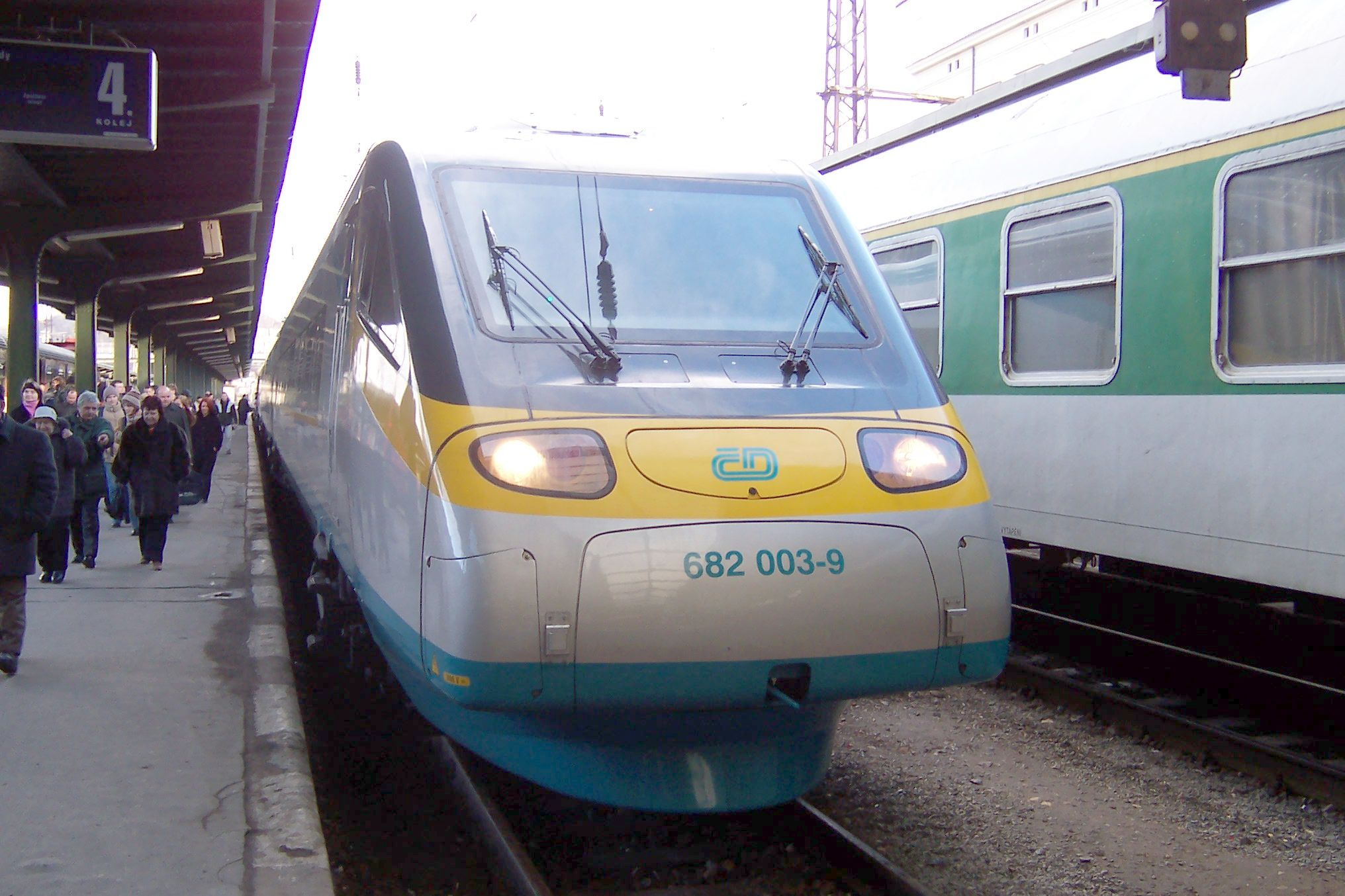
Rame série 682 des chemins de fer tchèques en gare de Masaryk à Prague

Les ETR 460 (ETR = Elettro Treno Rapido) sont une série de rames automotrices électriques pendulaires des chemins de fer italiens (Trenitalia) mises en service à partir de 1993. Ces rames, à la ligne effilée dessinée par Giugiaro, sont une évolution des ETR 450.
Elles ont été construites par Fiat Ferroviaria (maintenant Alstom Ferroviaria). Elles font partie de la famille des pendolinos dont c'est la troisième génération.

## La pendulation active
Leur principale caractéristique est le système de pendulation active qui leur permet d'aborder les courbes à une vitesse supérieure à celles des trains classiques, sans nécessiter de lignes spéciales.
Le système de pendulation hydraulique est régi par deux gyroscopes installés dans les véhicules d'extrémité. La courbe est détectée d'après le niveau du rail extérieur. 

## Les rames
Les rames sont composées de neuf véhicules indépendants, munis chacun de deux bogies (contrairement au TGV qui est une rame articulée). Tous les véhicules accueillent des voyageurs. L'une des remorques comprend un bar.
La motorisation est répartie sur les deux véhicules extrêmes ainsi que sur quatre remorques intermédiaires, soit 12 bogies moteurs sur 18. Ce système permet une répartition des masses sur l'ensemble de la longueur de la rame, ce qui favorise son inscription dans les courbes à vitesse élevée.
La légèreté de la construction, en aluminium extrudé (13,5 t/essieu seulement), permet à ce matériel d'exploiter au mieux les caractéristiques de la voie tout en garantissant un confort optimum aux voyageurs.

## Exploitation en Italie, et ailleurs en Europe
Le parc comprend 10 rames exploitées par Trenitalia sur différents itinéraires intervilles en Italie dans le cadre du service Eurostar Italia.
L'exploitation de ces trains n'impose pas d'aménagement particulier des voies, mais elle est plus coûteuse que celle d'un train classique à cause des charges de maintenance du fait de la complexité du système de pendulation.
Ce matériel, de conception italienne, a été vendu dans plusieurs pays européens, tels que la Finlande, le Royaume-Uni, l'Espagne (Alaris), Portugal (Alfa Pendular), etc.

## Caractéristiques techniques
- Vitesse maximale en service : 250 km/h
- Puissance : 6 000 kW
- Longueur : 236,6 m
- masse totale : 409 t
- Charge maximale par essieu : 13,5 t
- Angle de pendulation maximal : 8°
- Capacité (places assises) : 480 (dont 341 en 2e classe et 139 en 1re classe)

## Les versions Fiat Pendolino ETR 460 à l'étranger

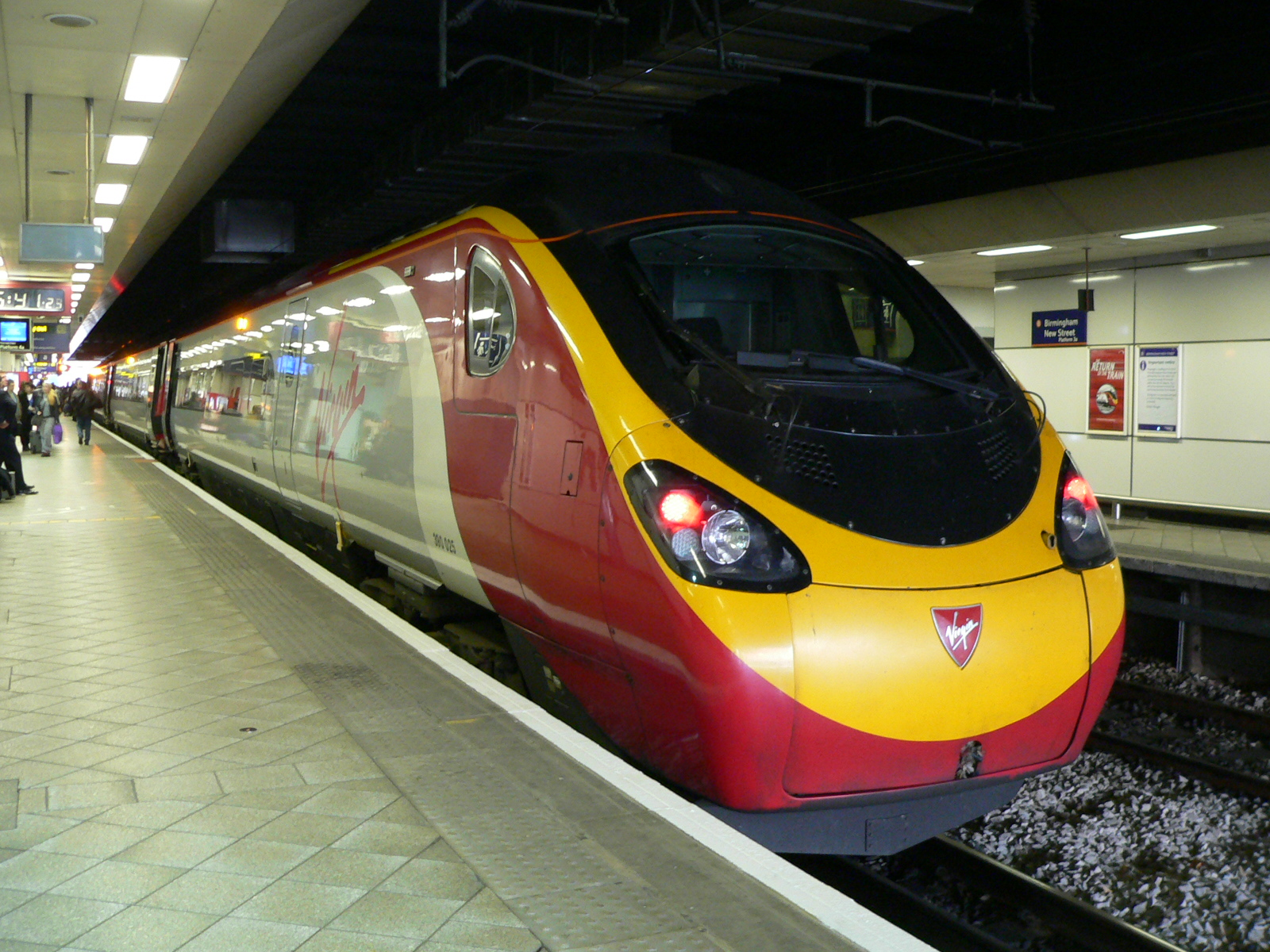
Rame Class 390 Virgin Rail à Birmingham.

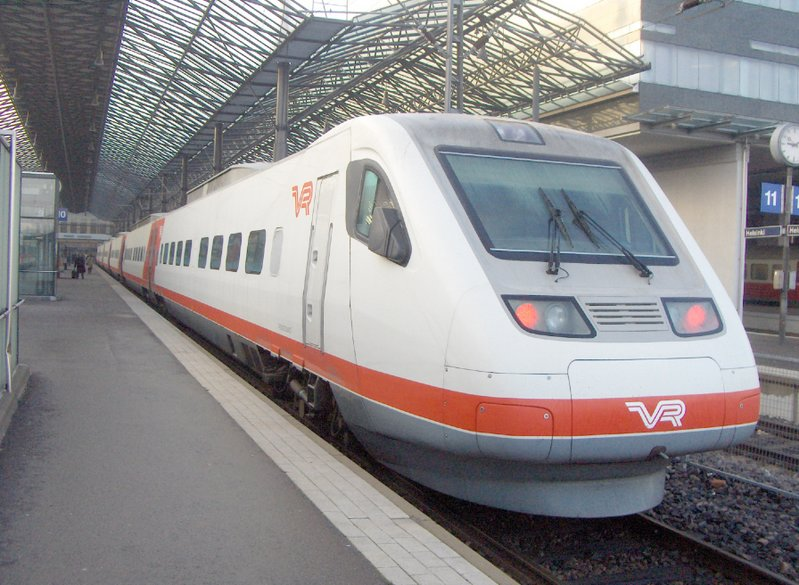
Rame Sm 220 des chemins de fer finnois à Helsinki.

Ce projet ETR 460, conçu et fabriqué par Fiat Ferroviaria dans son usine de Savillan, au sud de Turin en Italie, donna naissance à de nombreuses versions spécifiques pour d'autres pays :
- Finlande : Sm3 ;
- Suisse-Allemagne : CISALPINO : ETR 470 polytension ;
- Portugal : CPA 4000 Alfa ;
- Slovénie : ETR 310 ;
- Espagne : S-490 « Alaris » ;
- Grande-Bretagne : Class 390, pour la société anglaise Virgin Trains ;
- Chine : livraisons en 2008[Passage à actualiser] ;
- France : Trenitalia a exploité pendant plusieurs années quatre rames sur la liaison Milan-Lyon, avec aménagement du tracé côté français pour adapter la voie à la pendulation. Les rames fonctionnant à demi puissance sous la tension française de 1,5 kV au lieu des 3 kV en Italie. Une de ces rames a même été prélevée pendant plus d'un an pour réaliser des essais en vue d'acheter ces rames pour assurer la liaison Paris-Limoges et gagner 1h20 sur le trajet. L'opposition de la SNCF et du constructeur français Alstom à cette éventualité l'a emporté. Depuis lors, Alstom Transport est devenu propriétaire de Fiat Ferroviaria de Savillan, et défend maintenant le système de pendulation développé par son unité italienne.